# The Sinner (televisieserie)
The Sinner is een Amerikaanse televisieserie en bestaat uit vier seizoenen. Het eerste seizoen is gebaseerd op het gelijknamige boek van de Duitse schrijver Petra Hammesfahr.

## Verhaal
In het eerste seizoen gaat rechercheur Harry Ambrose (Bill Pullman) op onderzoek uit, nadat de jonge Cora Tannetti (Jessica Biel) een man dodelijk verwondt tijdens een dag op het strand.
In het tweede seizoen gaat rechercheur Ambrose terug naar zijn geboortestad nadat een 13-jarige jongen heeft bekend een stel te hebben vergiftigd.
In het derde seizoen onderzoekt Ambrose een dodelijk auto-ongeluk in New York. Al gauw brengt dit een veel grotere en verontrustende zaak aan het licht.
In het vierde en laatste seizoen reist de inmiddels gepensioneerde Ambrose naar het noorden van Maine om te herstellen van de vorige zaak. Daar vindt een tragedie plaats waarbij de dochter van een vooraanstaande familie betrokken is, en hij wordt gevraagd om bij het onderzoek te helpen.

## Rolverdeling
| Acteur              | Personage               | Seizoen | Seizoen | Seizoen | Seizoen | Totaal |
| Acteur              | Personage               | 1       | 2       | 3       | 4       | Totaal |
| ------------------- | ----------------------- | ------- | ------- | ------- | ------- | ------ |
| Bill Pullman        | Harry Ambrose           | 8 afl.  | 8 afl.  | 8 afl.  | 8 afl.  | 32     |
| Jessica Biel        | Cora Tannetti           | 8 afl.  |         |         |         | 8      |
| Christopher Abbott  | Mason Tannetti          | 8 afl.  |         |         |         | 8      |
| Dohn Norwood        | Dan Leroy               | 8 afl.  | 1 afl.  |         |         | 9      |
| Abby Miller         | Caitlin Sullivan        | 8 afl.  |         |         |         | 8      |
| Joanna Adler        | Anne Farmer             | 3 afl.  |         |         |         | 3      |
| Danielle Burgess    | Maddie                  | 8 afl.  |         |         |         | 8      |
| Patti D'Arbanville  | Lorna Tannetti          | 5 afl.  |         |         |         | 5      |
| Kathryn Erbe        | Fay Ambrose             | 5 afl.  |         |         |         | 5      |
| Enid Graham         | Elizabeth Lacey         | 7 afl.  |         |         |         | 7      |
| Jacob Pitts         | J.D.                    | 6 afl.  |         |         |         | 6      |
| Nadia Alexander     | Phoebe Lacey            | 4 afl.  |         |         |         | 4      |
| Rebecca Wisocky     | Margaret Lacey          | 2 afl.  |         |         |         | 2      |
| Eric Todd           | Frank Belmont           | 4 afl.  |         |         |         | 4      |
| Robert Funaro       | Ron Tannetti            | 4 afl.  |         |         |         | 4      |
| Grayson Eddey       | Laine Tannetti          | 4 afl.  |         |         |         | 4      |
| Carrie Coon         | Vera Walker             |         | 8 afl.  |         |         | 8      |
| Natalie Paul        | Heather Novack          |         | 8 afl.  |         |         | 8      |
| Hannah Gross        | Marin Calhoun           |         | 8 afl.  |         |         | 8      |
| Elisha Hening       | Julian Walker           |         | 8 afl.  |         |         | 8      |
| Tracy Letts         | Jack Novack             |         | 8 afl.  |         |         | 8      |
| Ellen Adair         | Bess McTeer             |         | 5 afl.  |         |         | 5      |
| Adam David Thompson | Adam Lowry              |         | 3 afl.  |         |         | 3      |
| David Call          | Andy "Brick" Brickowski |         | 7 afl.  |         |         | 7      |
| Jay O. Sanders      | Tom Lidell              |         | 7 afl.  |         |         | 7      |
| Brady Jenness       | jonge Harry Ambrose     |         | 6 afl.  |         |         | 6      |
| Allison Case        | Rosemary Ambrose        |         | 5 afl.  |         |         | 5      |
| Brennan Brown       | Lionel Jeffries         |         | 3 afl.  |         |         | 3      |
| Maceo Oliver        | Garrett                 |         | 5 afl.  |         |         | 5      |
| Matt Bomer          | Jamie Burns             |         |         | 8 afl.  |         | 8      |
| Parisa Fitz-Henley  | Leela Burns             |         |         | 7 afl.  |         | 7      |
| Eddie Martinez      | Vic Soto                |         |         | 8 afl.  |         | 8      |
| Chris Messina       | Nick Haas               |         |         | 5 afl.  |         | 5      |
| Jessica Hecht       | Sonya Barzel            |         |         | 7 afl.  | 5 afl.  | 12     |
| Layla Felder        | Emma Hughes             |         |         | 6 afl.  |         | 6      |
| Leslie Fray         | Melanie                 |         |         | 6 afl.  |         | 6      |
| Luke David Blumm    | Eli                     |         |         | 4 afl.  |         | 4      |
| Alice Kremelberg    | Percy Muldoon           |         |         |         | 8 afl.  | 8      |
| Michael Mosley      | Colin Muldoon           |         |         |         | 8 afl.  | 8      |
| Frances Fisher      | Meg Muldoon             |         |         |         | 8 afl.  | 8      |
| Cindy Cheung        | Stephanie Lam           |         |         |         | 7 afl.  | 7      |
| Ronin Wong          | Mike Lam                |         |         |         | 7 afl.  | 7      |
| Neal Huff           | Sean Muldoon            |         |         |         | 8 afl.  | 8      |
| David Huynh         | CJ Lam                  |         |         |         | 6 afl.  | 6      |
| Joe Cobden          | Lou Raskin              |         |         |         | 7 afl.  | 7      |
| Kim Roberts         | Greta                   |         |         |         | 2 afl.  | 2      |

## Afleveringen
| Seizoen | Seizoen | Afleveringen | Uitgezonden       | Uitgezonden        |
| Seizoen | Seizoen | Afleveringen | Eerste aflevering | Laatste aflevering |
| ------- | ------- | ------------ | ----------------- | ------------------ |
|         | 1       | 8            | 2 augustus 2017   | 20 september 2017  |
|         | 2       | 8            | 1 augustus 2018   | 19 september 2018  |
|         | 3       | 8            | 6 februari 2020   | 26 maart 2020      |
|         | 4       | 8            | 13 oktober 2021   | 1 december 2021    |

### Seizoen 1 - Cora (2017)
| Nr. | Afl. | Titel     | Regisseur      | Schrijver               | Uitzenddatum      |
| --- | ---- | --------- | -------------- | ----------------------- | ----------------- |
| 1   | 1    | Part I    | Antonio Campos | Derek Simonds           | 2 augustus 2017   |
| 2   | 2    | Part II   | Antonio Campos | Derek Simonds           | 9 augustus 2017   |
| 3   | 3    | Part III  | Antonio Campos | Derek Simonds           | 16 augustus 2017  |
| 4   | 4    | Part IV   | Brad Anderson  | Liz W. Garcia           | 23 augustus 2017  |
| 5   | 5    | Part V    | Cherien Dabis  | Jesse McKeown           | 30 augustus 2017  |
| 6   | 6    | Part VI   | Jody Lee Pipes | Tom Pabst               | 6 september 2017  |
| 7   | 7    | Part VII  | Tucker Gates   | Liz W. Garcia           | 13 september 2017 |
| 8   | 8    | Part VIII | Tucker Gates   | Jesse McKeown Tom Pabst | 20 september 2017 |

### Seizoen 2 - Julian (2018)
| Nr. | Afl. | Titel     | Regisseur        | Schrijver        | Uitzenddatum      |
| --- | ---- | --------- | ---------------- | ---------------- | ----------------- |
| 9   | 1    | Part I    | Antonio Campos   | Derek Simonds    | 1 augustus 2018   |
| 10  | 2    | Part II   | Antonio Campos   | Ellen Fairey     | 8 augustus 2018   |
| 11  | 3    | Part III  | John David Coles | Bradford Winters | 15 augustus 2018  |
| 12  | 4    | Part IV   | Jody Lee Pipes   | Jesse McKeown    | 22 augustus 2018  |
| 13  | 5    | Part V    | Cherien Dabis    | Samir Mehta      | 29 augustus 2018  |
| 14  | 6    | Part VI   | Brad Anderson    | Nina Braddock    | 5 september 2018  |
| 15  | 7    | Part VII  | Tucker Gates     | Jesse McKeown    | 12 september 2018 |
| 16  | 8    | Part VIII | John David Coles | Bradford Winters | 19 september 2018 |

### Seizoen 3 - Jamie (2020)
| Nr. | Afl. | Titel       | Regisseur       | Schrijver                      | Uitzenddatum     |
| --- | ---- | ----------- | --------------- | ------------------------------ | ---------------- |
| 17  | 1    | "Part I"    | Adam Bernstein  | Derek Simonds                  | 6 februari 2020  |
| 18  | 2    | "Part II"   | Adam Bernstein  | Nina Braddock                  | 13 februari 2020 |
| 19  | 3    | "Part III"  | Andrew McCarthy | Hannah Shakespeare             | 20 februari 2020 |
| 20  | 4    | "Part IV"   | Andrew McCarthy | Jonathan Caren                 | 27 februari 2020 |
| 21  | 5    | "Part V"    | Colin Bucksey   | Ahmadu Garba                   | 5 maart 2020     |
| 22  | 6    | "Part VI"   | Radium Cheung   | Julie Siege                    | 12 maart 2020    |
| 23  | 7    | "Part VII"  | Rachel Goldberg | Willie Reale                   | 19 maart 2020    |
| 24  | 8    | "Part VIII" | Derek Simonds   | Derek Simonds, Piero S. Iberti | 26 maart 2020    |

### Seizoen 4 - Percy (2021)
| Nr. | Afl. | Titel       | Regisseur         | Schrijver                | Uitzenddatum     |
| --- | ---- | ----------- | ----------------- | ------------------------ | ---------------- |
| 25  | 1    | "Part I"    | Derek Simonds     | Derek Simonds, Mia Chung | 13 oktober 2021  |
| 26  | 2    | "Part II"   | Adam Bernstein    | Jonathan Caren           | 20 oktober 2021  |
| 27  | 3    | "Part III"  | Adam Bernstein    | Jenny Zhang              | 27 oktober 2021  |
| 28  | 4    | "Part IV"   | Radium Cheung     | Piero S. Iberti          | 3 november 2021  |
| 29  | 5    | "Part V"    | Haifaa Al-Mansour | Kate Roche               | 10 november 2021 |
| 30  | 6    | "Part VI"   | Batán Silva       | Gerald Suesta            | 17 november 2021 |
| 31  | 7    | "Part VII"  | Batán Silva       | Mia Chung                | 24 november 2021 |
| 32  | 8    | "Part VIII" | Monica Raymund    | Nina Braddock            | 1 december 2021  |

## Ontvangst

### Recensies
| Seizoen | Seizoen | Recensies       | Recensies  |
| Seizoen | Seizoen | Rotten Tomatoes | Metacritic |
| ------- | ------- | --------------- | ---------- |
|         | 1       | 6,60            | 71         |
|         | 2       | 7,87            | 75         |
|         | 3       | 8,30            | 81         |
|         | 4       | 8,40            | 70         |

#### Seizoen 1
Op Rotten Tomatoes geeft 90% van de 41 recensenten het eerste seizoen een positieve recensie, met een gemiddelde score van 6,6/10.  Website Metacritic komt tot een score van 71/100, gebaseerd op 23 recensies, wat staat voor "Generally favorable reviews" (over het algemeen gunstige recensies).
De Volkskrant schreef: "The Sinner is vooral de moeite waard door Jessica Biel, de zoveelste sterke vrouwenrol dit jaar (...). Ze heeft alle glamour van zich afgeschud en blijft tot in de laatste aflevering dader en slachtoffer tegelijk."

#### Seizoen 2
Op Rotten Tomatoes geeft 97% van de 30 recensenten het tweede seizoen een positieve recensie, met een gemiddelde score van 7,87/10.  Website Metacritic komt tot een score van 75/100, gebaseerd op 16 recensies, wat staat voor "Generally favorable reviews" (over het algemeen gunstige recensies).
De Volkskrant gaf het tweede seizoen vier sterren en schreef: "Wat in het tweede seizoen het beste werkt zijn de scènes tussen rechercheur Ambrose en Vera, de sterke vrouw van een sektarische gemeenschap waar een combinatie van natuuraanbidding en psychotherapie wordt aangehangen."

#### Seizoen 3
Op Rotten Tomatoes geeft 100% van de 8 recensenten het derde seizoen een positieve recensie, met een gemiddelde score van 8,3/10.  Website Metacritic komt tot een score van 81/100, gebaseerd op 5 recensies, wat staat voor "Universal acclaim" (universele toejuiching).

#### Seizoen 4
Op Rotten Tomatoes geeft 83% van de 6 recensenten het derde seizoen een positieve recensie, met een gemiddelde score van 8,4/10.  Website Metacritic komt tot een score van 70/100, gebaseerd op 4 recensies, wat staat voor "Generally favorable reviews" (over het algemeen gunstige recensies).

### Prijzen en nominaties
Een selectie:
| Jaar | Prijs                                     | Categorie                                                    | Genomineerde | Resultaat   |
| ---- | ----------------------------------------- | ------------------------------------------------------------ | ------------ | ----------- |
| 2018 | Golden Globe (75ste editie)               | Beste miniserie of televisiefilm                             | The Sinner   | Genomineerd |
| 2018 | Golden Globe (75ste editie)               | Beste actrice in een televisiefilm of miniserie              | Jessica Biel | Genomineerd |
| 2018 | Emmy Award (70ste editie)                 | Beste vrouwelijke hoofdrol in een miniserie of televisiefilm | Jessica Biel | Genomineerd |
| 2019 | Screen Actors Guild Awards (25ste editie) | Beste mannelijke hoofdrol in een televisiefilm of miniserie  | Bill Pullman | Genomineerd |